# 江戸糸あやつり人形座
江戸糸あやつり人形座（えどいとあやつりにんぎょうざ）は、日本の糸あやつり人形劇団。2015年糸あやつり人形一糸座（いとあやつりにんぎょういっしざ）に改名。

## 概要
古典糸あやつり人形の新たな掘り起こしと、新作において領域を超えた人達とのコラボレーションを目指す。
実験的な演劇を次々と精力的に生み出しているのが特徴。

## 歴史
2005年、三代目結城一糸と田中純（元十一代結城孫三郎）らが設立。
2015年、糸あやつり人形一糸座と改名。

## 公演作品
- 作：河竹黙阿弥「蔦紅葉宇都谷峠」「釣女」（2006年 亀戸カメリアホール）
- 東京芸術見本市参加作品　作：エウリピデス／高柳誠「バッカイ」（2010年 赤坂RED／THEATER）
演出：岡本章
客演：櫻間金記（能楽）、笛田宇一郎（現代演劇）、美加理（現代演劇）、岡本章（現代演劇）